# Paullicorticium globosum
Paullicorticium globosum är en svampart som tillhör divisionen basidiesvampar, och som beskrevs av Franz Oberwinkler. Paullicorticium globosum ingår i släktet Paullicorticium, och familjen Xenasmataceae. Arten är reproducerande i Sverige.